# Real-Estate-Investment-Trust
Ein Real-Estate-Investment-Trust (kurz REIT, englische Aussprache [ˈriːt]) ist
- eine Kapitalsammelstelle für die Kapitalanlage im Immobiliensektor
- ein Unternehmen, das Eigentum an in- und ausländischen Immobilien, nach deutschem Recht unter Ausschluss von Bestandsmietwohnimmobilien, erwirbt, verwaltet und veräußert,
- eine Kapitalgesellschaft,
- in Deutschland immer eine Aktiengesellschaft.

Von anderen Unternehmensformen, namentlich Immobilienfonds und Immobilienaktiengesellschaften, unterscheiden sich REITs durch einige Besonderheiten, welche sie für Kapitalanleger attraktiv machen sollen. In Deutschland ist hierfür die Aktiengesellschaft als Rechtsform vorgeschrieben.

## Zweck
Bei der Einführung von REIT-Strukturen in den USA im Jahr 1960 wurde von Seiten des Gesetzgebers der Zweck verfolgt, ein transparentes und fungibles Immobilien-Anlagevehikel nach dem Vorbild etwa von Pensionsfonds zu schaffen, um breiten Anlegerkreisen Investments in Immobilien zu ermöglichen. Die indirekte Immobilienanlage soll hierbei ähnlich leicht möglich sein wie bspw. Investitionen in Aktien. REITs lassen sich somit als „niedrigschwellige“ Investment-Angebote interpretieren. REITs können als Kapitalsammelstellen charakterisiert werden, welche eine Verknüpfung zwischen dem Kapitalmarkt und der Immobilienwirtschaft herstellen. Aus Sicht der Immobilienbranche besteht der Vorteil eines fungiblen REIT-Marktes somit im Zufluss von Liquidität.

## Merkmale

### Geschäftstätigkeit
REITs erzielen ihre Gewinne aus der Vermietung und Verpachtung eigener Immobilien und Grundstücke, aus Zinsgewinnen sowie aus Gewinnen bei der Veräußerung von Immobilien. Ihr Vermögen besteht überwiegend aus Immobilien, Beteiligungen an anderen Immobiliengesellschaften und Hypothekarkrediten. In vielen REIT-Regimen sind REITs bestimmten Einschränkungen hinsichtlich der Geschäftstätigkeit unterworfen, z. B. beim Immobilienhandel. In Deutschland ist vor allem der weitgehende Ausschluss von Wohnimmobilien hervorzuheben.

### Rechtsform
Je nach nationaler Regelung können REITs unterschiedliche Rechtsformen haben. In den USA, Australien und Kanada kann dies ein Trust oder in den USA auch eine Corporation sein. Belgien hat sich für die Form eines Investmentfonds entschieden, während die Niederlande und Frankreich eine beschränkt haftende Kapitalgesellschaft vorschreiben. Der REIT muss nicht zwingend an der Börse notiert sein, die Börsennotierung ist aber die Regel. Deutsche REITs müssen qua REIT-Gesetz börsennotierte Aktiengesellschaften sein.

### Steuerbefreiung
Ein ganz wesentliches Merkmal von REITs, das weltweit in fast allen REIT-Regimen galt und gilt, ist die Steuerbefreiung auf Unternehmensebene. Diese kann sich auf den gesamten Gewinn oder nur auf den ausgeschütteten Gewinn erstrecken. Die ausgeschütteten Gewinne unterliegen bei den Dividendenempfängern der Einkommensteuer. Die Steuerbefreiung ist kein Privileg, sondern stellt lediglich sicher, dass die indirekte der direkten Immobilienanlage gleichgestellt wird. In Deutschland sind REITs dadurch grundsätzlich den ebenfalls steuertransparenten offenen und geschlossenen Immobilienfonds gleichgestellt. Gegenüber Immobilien-Aktiengesellschaften, welche der Körperschaft- und Gewerbesteuer unterworfen sind, sind deutsche REITs insoweit im Vorteil.
Die Steuerbefreiung wird kritisiert, weil sie einen falschen Anreiz bilde, der zu sozial unverträglichen Mietsteigerungen für Wohnraum insbesondere in Großstädten führe.

### Hohe Ausschüttungsquoten
Ein weiteres universelles Merkmal von REITs besteht darin, dass große Teile des Gewinns sofort ausgeschüttet werden. Die meisten REIT-Regime sehen Ausschüttungsquoten von etwa 90 % vor. Die Dividenden werden dann bei den Empfängern der Einkommensteuer unterworfen. Durch die hohen sofortigen Ausschüttungen soll trotz der Steuerbefreiung auf Unternehmensebene ein ausreichendes Steueraufkommen sichergestellt werden. Für Anleger besteht der Vorteil der hohen Ausschüttungsquoten in einem stetigen und gut planbaren Dividendenzufluss. REIT-Aktien lassen sich somit, entsprechende ausschüttungsfähige Gewinne vorausgesetzt, als ausgesprochene Dividendenaktien charakterisieren.

### Transparenz
Um die Attraktivität für breite Anlegerkreise zu gewährleisten, sind REITs oftmals besonders strengen Corporate-Governance-Vorschriften unterworfen. In Deutschland sind die Muttergesellschaften von REIT-Konzernen wegen der zwingenden Börsennotierung verpflichtet, Konzernabschlüsse nach IFRS zu erstellen, welche als besonders informationsorientiert gelten und somit ein hohes Maß an Transparenz gewährleisten sollen. Darüber hinaus sind die besonders strengen Publizitätspflichten für börsennotierte Unternehmen, wie die unterjährige Berichterstattung und Ad-hoc-Meldungen, zu beachten.

## Arten von REITs
REITs werden in die zwei Arten Equity-REITs und Mortgage-REITs unterschieden. Eine Mischform aus beiden stellen die Hybrid-REITs dar.

### Equity-REITs
Equity REITs besitzen Anlagevermögen, also echte Sachwerte. Von ihnen sind Mortgage-REITs abzugrenzen, die lediglich Wertpapiere auf Immobilien halten und an den anfallenden Zinsen verdienen. Equity REITs verdienen Erträge durch Mieteinnahmen der Investmentobjekte.
Grundsätzlich können Equity-REITs alle Arten von Immobilien abdecken, die mit einem Grundstück oder den darauf errichteten Gebäuden zusammenhängen. Die bekanntesten Einteilung von Equity-REITs umfasst folgende Kategorien:
- Hotels (Lodging-REITs)
- Wohnimmobilien (Residential-REITs)
- Studentenwohnheime
- Bürogebäude (Office-REITs)
- Healthcare-REITs (Krankenhäuser und Pflegeheime)
- Einzelhandel (Retail-REITs)
- Industrie- und Logistikgebäude
- Rechenzentren
- Mietlager
- Gefängnisse
- Wälder (Timber-REITs)
- Landwirtschaftliche Grundstücke
- Infrastruktur
- Casinos
- Grundstücke (Erbbaurechte)[6]

### Mortgage-REITs
Mortgage-REITs, auch mREITs genannt, investieren im Gegensatz zu Equity-REITs nicht in reale Werte, sondern in Wertpapiere, denen Immobilien zugrunde liegen. „Mortgage“ ist das englische Wort für eine Hypothek und mit diesen sind die Wertpapiere der Mortgage-REITs besichert. Mortgage-REITs besitzen somit keine realen Immobilien, sondern nur von ihnen abgeleitete Wertpapiere.
Im Grunde investieren Mortgage-REITs in Hauskredite und haben ein ähnliches Geschäftsmodell wie eine Bank. Allerdings unterliegen sie weniger Regulatorik als eine Bank und können auch eine andere Struktur der Refinanzierung anwenden. Dies ermöglicht eine deutlich höhere Profitabilität, weist aber auch erheblich höhere Risiken und Schwankungen auf.
Mortgage-REITs kaufen Pakete von Krediten, sogenannte Mortgage-Backed-Securities (MBS). In ihnen sind eine Vielzahl von Krediten von Privathaushalten gebündelt, die mit Hypotheken an den finanzierten Immobilien besichert sind. Kann der Kreditnehmer seine Kreditrate nicht bezahlen, so kann der Kredit durch eine Zwangsversteigerung zurückgezahlt werden.
Kredite an Privathaushalte werden in der Regel mit langen Laufzeiten abgeschlossen, denn eine Familie kann eine Immobilie meist nicht in wenigen Jahren abbezahlen. Oft sind Laufzeiten von bis zu 30 Jahren vereinbart. Mortgage-REITs kaufen den kreditgebenden Banken diese Kredite ab und refinanzieren sich über Kredite, die sie günstiger aufnehmen. Um günstigere Kredite zu erhalten, wählt ein mREIT dabei kürzere Laufzeiten, teilweise sogar nur jährliche. Bei solch einer Strategie spricht man von Fristentransformation. Der REIT verdient dabei aus der Differenz zwischen den langlaufenden Verträgen, für die er Zinsen erhält und den kurzlaufenden Krediten, für die er Zinsen zahlen muss.

## Geschichte
Bereits im Jahr 1956 wurde in Neuseeland mit dem Property Trust eine REIT-ähnliche Struktur eingeführt. Das erste „echte“ REIT-Regime wurde jedoch 1960 in den USA eingeführt (Real Estate Investment Trust Act und Real Estate Investment Trust Tax Provision). Bereits zum damaligen Zeitpunkt wiesen US-REITs alle wesentlichen Charakteristika von REITs auf. Im Jahr 1969 folgten die Niederlande mit der Fiscale Beleggingsinstelling, 1971 Australien (Listed Property Trust). In den 1980er und 1990er Jahren entwickelte sich der weltweite REIT-Markt nur sehr langsam. Ab der Jahrtausendwende gab es dann eine weltweite Welle von REIT-Gesetzen, wobei vor allem ostasiatische Länder wie Japan, Südkorea, Singapur und Hongkong eine Vorreiterrolle spielten. 2003 wurde in Frankreich als erstem großem europäischen Land ein REIT-Regime eingeführt. Die von Anbeginn an sehr positive Entwicklung des französischen REIT-Marktes wurde in Deutschland sehr aufmerksam beobachtet und wirkte sich auch auf den Gesetzgebungsprozess in Deutschland aus. Im Jahr 2007 führten mit Deutschland, Großbritannien und Italien drei weitere große europäische Länder REIT-Regime ein. Gegenwärtig existieren weltweit in mehr als 20 Ländern REIT-Strukturen.
| Land                   | Bezeichnung                                            | Abkürzung | Einführung |
| ---------------------- | ------------------------------------------------------ | --------- | ---------- |
| Vereinigte Staaten     | Real-Estate-Investment-Trust                           | REIT      | 1960       |
| Niederlande            | Fiscale Beleggingsinstelling                           | FBI       | 1969       |
| Australien             | Listed Property Trusts                                 |           | 1971       |
| Türkei                 | Gayrimenkul Yatirim Ortakligi                          | REIT      | 1989       |
| Kanada                 | Real-Estate-Investment-Trust                           | REIT      | 1994       |
| Belgien                | Société d’ Investissement à capital fixe en immobilier | SICAFI    | 1995       |
| Griechenland           | Real Estate Investment Company                         | REIC      | 1999       |
| Japan                  | Real-Estate-Investment-Trust                           | J-REIT    | 2001       |
| Südkorea               | Korean Real-Estate-Investment-Trust                    | K-REIT    | 2001       |
| Südkorea               | Corporate Restructuring REIT                           | CR-REIT   | 2001       |
| Singapur               | Singapore Real-Estate-Investment-Trust                 | S-REIT    | 2002       |
| Thailand               | Thailändischer Real-Estate-Investment-Trust            | Thai-REIT | 2002       |
| Frankreich             | Sociétés d’ Investissements immobiliers cotées         | SIIC      | 2003       |
| Hongkong               | Hongkong Real-Estate-Investment-Trust                  | H-REIT    | 2003       |
| Russland               |                                                        |           | 2003       |
| Republik China         | Real Estate Investment Trust                           | REIT      | 2003       |
| Bulgarien              |                                                        |           | 2004       |
| Malaysia               | Malaysian Real-Estate-Investment-Trust                 | M-REIT    | 2005       |
| Israel                 |                                                        |           | 2006       |
| Vereinigtes Königreich | Property Investment Fund                               | PIF       | 2007       |
| Deutschland            | Deutscher Real-Estate-Investment-Trust                 | G-REIT    | 2007       |
| Indien                 | Indischer Real-Estate-Investment-Trust                 | I-REIT    | 2019       |

## Kritik an REITs
Kritisiert werden REITs, weil sie insbesondere aufgrund ihrer Steuerbefreiung Anreize bilden, weiteres Geld in den bereits aufgeblähten Immobilienmarkt zu leiten. Dies schade den Mietern, weil auf diese Weise das Mietniveau steige, das mittlerweile in vielen Städten für Wohnmieten eine kritische Höhe erreicht habe. Die Bürgerbewegung Finanzwende fordert deswegen die Abschaffung der Steuerbefreiung.

## Deutsche REITs
In Deutschland hat sich die indirekte Immobilienanlage bis Ende der neunziger Jahre vor allem in Form der offenen und geschlossenen Immobilienfonds vollzogen. Das Segment börsennotierter Immobilien-Aktiengesellschaften spielt erst seit Anfang des neuen Jahrtausends eine allerdings zunehmend bedeutsame Rolle, was sich u. a. in der Notierung einer ganzen Anzahl von Gesellschaften in DAX, MDAX und SDAX widerspiegelt.

### Diskussion über die Einführung des „G-REIT“
Die von der Finanzindustrie und dem Staat (Bundesministerium der Finanzen) getragene Initiative Finanzstandort Deutschland (IFD) hatte seit Ende 2003 die Einführung von REITs in Deutschland gefordert („G-REIT“, German-REIT). Damit könne in den Unternehmen gebundenes Immobilienvermögen mobilisiert, den Unternehmen dadurch Liquidität zugeführt und zugleich die Attraktivität des deutschen Finanzmarktes erhöht werden. Um den Unternehmen die Einbringung ihrer Immobilien ohne Besteuerung der aufgedeckten stillen Reserven zu ermöglichen, wurde eine ermäßigte Besteuerung der anfallenden Veräußerungsgewinne gefordert (exit tax).
CDU/CSU und SPD hatten im Koalitionsvertrag vereinbart, dass sie „Rahmenbedingungen für neue Anlageklassen in Deutschland schaffen“ wollen; hierzu gehöre auch „die Einführung von Real-Estate-Investment-Trusts (Reits) unter der Bedingung, dass die verlässliche Besteuerung beim Anleger sichergestellt wird und positive Wirkungen auf Immobilienmarkt und Standortbedingungen zu erwarten sind“. Allerdings formierte sich seit April 2006 in Teilen der SPD-Bundestagsfraktion Widerstand gegen die Einführung börsennotierter Immobiliengesellschaften.
Vom Deutschen Mieterbund (DMB) wurde die Befürchtung geäußert, dass die ca. 3 Mio. Wohnungen, die in Deutschland noch direkt oder indirekt von der öffentlichen Hand gehalten werden, noch mehr unter Privatisierungsdruck geraten würden und dass die Rendite-Orientierung der REITs zu steigenden Mieten, Umwandlungen in Eigentumswohnungen sowie einem Vermögensverzehr der Unternehmen führen würde. In diesem Zusammenhang wurde auch auf ausländische Beispiele verwiesen.
Die Linksfraktion im Bundestag lehnt die Einführung von Real-Estate-Investment-Trusts ab.

### Regulatorischer Rahmen
In Deutschland hat der Bundestag am 23. März 2007 das Gesetz zur Schaffung deutscher Immobilien-Aktiengesellschaften mit börsennotierten Anteilen beschlossen, dem der Bundesrat am 30. März ebenfalls zustimmte (Gesetz vom 28. Mai 2007, BGBl. I S. 914). Seit dem 1. Januar 2007 sind damit in Deutschland die steuerbegünstigten Immobilien-Aktiengesellschaften zulässig.
Die deutschen REITs sind börsennotierte Aktiengesellschaften, so dass grundsätzlich die Bestimmungen des Aktiengesetzes und des Handelsgesetzbuches (HGB) gelten. Die Besonderheiten der REIT-Aktiengesellschaft sind im REIT-Gesetz (REITG) geregelt. Nach § 1 Abs. 1 REITG beschränkt sich der Unternehmensgegenstand darauf, Eigentum an in- und ausländischen Immobilien mit Ausnahme von Bestandsmietwohnimmobilien zu erwerben, zu halten, zu verwalten und zu veräußern. Zudem können Anteile an Immobiliengesellschaften erworben, gehalten und veräußert werden.
Abgesehen von der Börsennotierung müssen Aktiengesellschaften folgende weitere Voraussetzungen zur Erlangung des REIT-Status erfüllen:
- Mindestausschüttung (§ 13 REITG)
- Schwerpunkt bei der Immobilienanlage (§ 12 REITG)
- Mindeststreuung der REIT-Aktien (§ 11 REITG)
- Ausschluss des Immobilienhandels (§ 14 REITG)
- Mindesteigenkapitalquote von 45 % darf nicht unterschritten werden (§ 15 REITG)

Die deutschen REITs sind verpflichtet, mindestens 90 Prozent ihres ausschüttungsfähigen Gewinns an die Aktionäre auszuschütten (Mindestausschüttung). Als Bemessungsgrundlage der Mindestausschüttung dient der nach dem Handelsgesetzbuch vorsichtig (d. h. unter Ausschluss stiller Reserven) ermittelte Gewinn.

#### Anlageschwerpunkt Immobilien
REITs müssen einen deutlichen Anlageschwerpunkt bei Immobilien aufweisen. Die Untergrenzen für den Anteil der Einkünfte der REITs aus Immobilien an den gesamten Einkünften und den Anteil des Immobilienvermögens am Gesamtvermögen der REIT-AG liegen jeweils bei 75 Prozent (§ 15 Abs. 1 und 2 REITG), wobei hier eine Bewertung der Vermögensgegenstände nach den International Financial Reporting Standards (IFRS) und nicht nach HGB maßgeblich ist. Bis zu 25 % des auf der Gesellschaftsebene steuerfrei gestellten Teils der Einkünfte der deutschen REITs müssen also gar nicht aus Immobilien stammen. Alternativen wie die Beschränkung der Steuerbefreiung auf Erträge aus „prägenden“, (d. h. immobilienbezogenen) Aktivitäten hat der Gesetzgeber abgelehnt, „um die Anwendung der Mutter-Tochter-Richtlinie und der Fusionsrichtlinie sicher auszuschließen“. Im internationalen Vergleich wird damit ein vergleichsweise großer Anteil nicht immobilienbezogener Einkünfte privilegiert.

#### Mindeststreuung der Aktien
Die REIT-Aktiengesellschaften sind verpflichtet, auf Dauer eine Mindeststreuung sicherzustellen, um „auch Kleinanlegern die Möglichkeit einer fungiblen Investition in Immobilienvermögen eröffnen“ (Streubesitzregelung). Dauerhaft müssen sich mindestens 15 % der Aktien in den Händen von Aktionären befinden, die jeweils nicht mehr als 3 % der Aktien halten. Außerdem ist die direkte Beteiligung eines einzelnen Aktionärs auf 10 % des Grundkapitals begrenzt (Höchstbeteiligung). Schließlich müssen sich zum Zeitpunkt der Börsenzulassung mindestens 25 % der REIT-Anteile im Streubesitz befinden (initiale Streubesitzquote).

#### Beschränkungen der Geschäftstätigkeit

##### Kerngeschäft Halten von Immobilien
Schließlich hängt der REIT-Status auch davon ab, ob die Geschäftstätigkeit einen „Schwerpunkt auf der passiven Immobilienbewirtschaftung“ aufweist (§ 14 REITG): „Kerngeschäft der REIT-Aktiengesellschaft ist das Halten und die Bewirtschaftung ihrer Immobilien, nicht der Handel mit ihnen.“ Die Regelungen lassen zu, dass innerhalb von 5 Jahren die Hälfte des REIT-Portfolios und innerhalb von 10 Jahren das gesamte Portfolio umgeschlagen wird. Damit bleibt „eine flexible Umschichtung des Portfolios“ möglich.

##### Weitgehender Ausschluss von Wohnimmobilien im Bestand
Während in dem zunächst vom Bundesfinanzministerium vorgelegten Referentenentwurf keine besonderen Beschränkungen für die Anlage der REITs in Wohnimmobilien vorgesehen waren, sind nach dem beschlossenen Gesetz Investitionen in sogenannte „Bestandsmietwohnimmobilien“ ausgeschlossen. „Andernfalls wären negative Auswirkungen auf den Mietwohnungsmarkt zum Nachteil der Mieter und der öffentlichen Hand und Probleme für eine nachhaltige Stadtentwicklung und soziale Wohnungspolitik zu befürchten“ (Ziffer A.2.8 des Begründungsteils). Die REITs dürfen aber in Wohnungen investieren, die nach dem 31. Dezember 2006 erbaut worden sind.

#### Bilanzierung und Gewinnermittlung
Bilanzierung und Gewinnermittlung der REIT-AG richten sich nach den HGB-Bilanzierungsregeln. Besondere Gewinnermittlungsregeln gelten in Bezug auf die Abschreibungen und die Veräußerungsgewinne.
Es sind nur lineare Abschreibungen zulässig (§ 13 Abs. 2 REITG). Damit ergibt sich eine Erhöhung des ausschüttungsfähigen Gewinns in den Fällen, wo steuerrechtlich höhere Abschreibungssätze zulässig sind. Für einen hinreichenden Gläubigerschutz soll die im REITG verankerte Begrenzung der Verschuldung (Fremdfinanzierung) auf 55 Prozent des Gesellschaftsvermögens sorgen (§ 15 REITG).
Muttergesellschaften von REIT-Konzernen sind verpflichtet, einen Konzernabschluss nach IFRS zu veröffentlichen. Damit entfällt die Pflicht zur Erstellung eines HGB-Konzernabschlusses. Die Pflicht zur Erstellung von Einzelabschlüssen nach HGB bleibt hiervon unberührt.

#### Besteuerung

##### Freistellung von Körperschaft- und Gewerbesteuer
Der G-REIT unterliegt weder der Körperschaftsteuer noch der Gewerbesteuer (§ 16 REITG).

##### Exit Tax
Die sogenannte Exit Tax stellte einen besonderen steuerlichen Anreiz zur Gründung eines G-REITS bzw. zur Umwandlung in einen solchen dar. Gewinne aus der Veräußerung von Grund und Boden und Gebäuden an einen REIT oder Vor-REIT wurden unter bestimmten Bedingungen zu 50 % steuerfrei gestellt (vgl. § 3 Nr. 70 EStG). Folgende wesentliche Voraussetzungen mussten gegeben sein, wobei auch bei nachträglicher Nichterfüllung eine Versagung der Steuerbefreiung vorgesehen war:
1. Zugehörigkeit zum Anlagevermögen eines inländischen Betriebsvermögens am 1. Januar 2007 seit mind. 5 Jahren
2. Abschluss eines rechtswirksamen abgeschlossenen obligatorischen Vertrages nach dem 31. Dezember 2006 und vor dem 1. Januar 2010
3. Zugehörigkeit zum Betriebsvermögen von anschließend mind. 4 Jahren

Damit sollten Anreize zu einer möglichst schnellen Entfaltung des REIT-Sektors gesetzt werden. Insbesondere wurde Unternehmen, die ihre Vermögensbindung in Immobilien dauerhaft reduzieren wollen, ein steuerlich attraktives Ausstiegsinstrument geboten.
Die Regelung zur Exit Tax galt für Übertragungen zwischen dem 1. Januar 2007 und dem 31. Dezember 2010. Bei Gründungen oder Umwandlungen ab dem 1. Januar 2011 unterliegen somit die bei der Übertragung an einen REIT anfallenden Gewinne in vollem Umfang der Besteuerung.

##### Besteuerung der Gesellschafter
Ausschüttungen und sonstige Bezüge eines G-REITS werden ausschließlich bei den Anlegern versteuert. Werden die Anteile im Privatvermögen gehalten, sind die Erträge mit 25 % Kapitalertragsteuer zuzüglich Solidaritätszuschlag und evtl. Kirchensteuer an der Quelle zu besteuern und damit grundsätzlich abgegolten, siehe hierzu Abgeltungsteuer. Handelt es sich um Anteile im Betriebsvermögen sind die Einkünfte aus Kapitalvermögen den gewerblichen Einkünften zuzuordnen (vgl. § 20 Abs. 8 EStG). Allerdings ist nicht das Teileinkünfteverfahren anzuwenden (vgl. § 19 Abs. 3 REITG). Werden die Anteile durch eine Kapitalgesellschaft gehalten, werden die Begünstigungen für Kapitalerträge i. S. d. Schachtelprivileg nicht gewährt, so dass auch hier 100 % steuerpflichtig sind (vgl. § 19 Abs. 3 REITG). Ausnahmen zur vorstehenden Regel sind in Fällen, in denen die Gesellschaft mit mindestens 15 % Steuern belastet ist, gegeben (vgl. § 19a REITG). Aus Gründen der Chancengleichheit sollen Ausschüttungen ausländischer REITs steuerlich genauso behandelt werden. Der Ausschluss des Teileinkünfteverfahrens bzw. Dividendenprivileges gilt auch für den Fall, dass die Aktien einer REIT-Aktiengesellschaft oder die Anteile an einem ausländischen REIT nicht direkt, sondern mittels eines Investmentvermögens (Investmentfonds) gehalten werden (vgl. § 2 Abs. 2 InvStG).
Ein großes Problem der REIT-Gesetzgebung stellt die Besteuerung beim Anteilseigner dar. Die Ausschüttungen der REITs kommen bei den Anlegern als Einkünfte aus Kapitalvermögen und nicht als Einkünfte aus Vermietung und Verpachtung an. Doppelbesteuerungsabkommen (DBA) weisen nun aber regelmäßig das Besteuerungsrecht für Kapitalerträge dem Staat zu, in dem der Steuerpflichtige ansässig ist. Damit verliert Deutschland das Besteuerungsrecht, wenn (steuerliche) Ausländer Anteile an deutschen REITs erwerben. In Großbritannien ist man diesem Problem mit einer Beschränkung der direkten Beteiligung auf 10 Prozent begegnet. Damit wollte man zumindest die ermäßigte Dividendenbesteuerung nach den DBA vermeiden. Nachdem für Deutschland anfangs noch eine Aufspaltung in eine REIT-AG und ein Sondervermögen diskutiert worden war, sieht das Gesetz nun eine ähnliche Lösung wie in Großbritannien vor.

#### Vor-REIT
Ein Vor-REIT ist eine Aktiengesellschaft mit Sitz in Deutschland, deren Gesellschaftsziel auf die Grundsätze der REITs beschränkt ist, einige Voraussetzungen des REIT-Gesetzes erfüllt und noch nicht kapitalmarktfähig ist jedoch beim Bundeszentralamt für Steuern registriert ist. Die Vor-REIT fällt ebenfalls unter die Exit-Tax Regelung jedoch ist die Begünstigung auf 3 Jahre beschränkt. Grundvoraussetzung ist daher der Rechtsstatus Aktiengesellschaft sowie der Sitz in Deutschland (ebenfalls der Geschäftsleitung des entsprechenden Unternehmens). Auch die Fokussierung auf Immobilien muss in der Unternehmenssatzung eindeutig definiert werden und von der jeweiligen Hauptversammlung abgesegnet werden.

### Marktsituation
Vor dem Inkrafttreten des REIT-Gesetzes existierten teilweise recht optimistische Prognosen zum künftigen Markterfolg von G-REITs. Es wurde teilweise von mittelfristigen Marktkapitalisierungen im hohen zweistelligen oder sogar dreistelligen Milliarden-Bereich ausgegangen. Diese Prognosen haben sich als viel zu optimistisch erwiesen. Im November 2019 existierten lediglich fünf G-REITs, diese waren im RX REIT Index (DE000A0MEN90) der Deutschen Börse notiert:
- alstria office REIT-AG[20]
- Fair Value REIT-AG[21]
- Hamborner REIT-AG[22]
- Deutsche Konsum REIT-AG[23]
- Deutsche Industrie REIT-AG[24] (seit 2022 nicht mehr börsennotiert)

Die aggregierte Marktkapitalisierung dieser fünf Unternehmen bewegte sich in der Größenordnung von vier Milliarden Euro (Stand: April 2020). Der deutsche REIT-Markt spielt damit international nur eine marginale Rolle.

## US-REITs
Der US-REIT-Markt ist weltweit mit großem Abstand der größte nationale REIT-Markt. Es existieren einige hundert US-REITs mit einer aggregierten Marktkapitalisierung im hohen dreistelligen Milliarden-US$-Bereich.
Nach dem Anlageschwerpunkt unterscheidet man in den USA rechtlich drei Grundformen von REITs:
- Equity-REITs, die überwiegend in Immobilien investieren
- Mortgage-REITs, die überwiegend in Immobilienkredite investieren
- Hybrid-REITs, die in beides investieren

US-REITs müssen nicht zwingend börsennotiert sein. Es existiert ein großer außerbörslicher REIT-Markt (Private REITs). In den USA sind REITs nur insoweit von der Körperschaftsteuer befreit, wie sie aus dem Gewinn Dividenden an ihre Aktionäre ausschütten. Die Mindestausschüttungsquote beträgt für einen US-REIT 90 % des steuerpflichtigen Einkommens. Nicht ausgeschüttete Gewinne unterliegen in den USA somit der Besteuerung. Es sei aber darauf hingewiesen, dass US-REITs Ausschüttungen vornehmen können, die ihr steuerliches Ergebnis übersteigen (bis zu 100 % ihres Cashflows), so dass die Gewinnausschüttung oft sogar das steuerliche Ergebnis übersteigt.